# 츠카야마 마사네
츠카야마 마사네(일본어: 津嘉山正種 つかやま まさね[*] 1944년 2월 6일 ~ )는 일본의 배우이자 성우이며, 오키나와현 나하시 출신이다. 아내는 오페라 가수의 후루사와 마키코이다.

## 출연 작품

### 극장판
2019년
- 페이트/스테이 나이트 헤븐즈필 제2장 로스트 버터플라이(마토 조켄)